# 抵抗烈士广场 (蒙彼利埃)

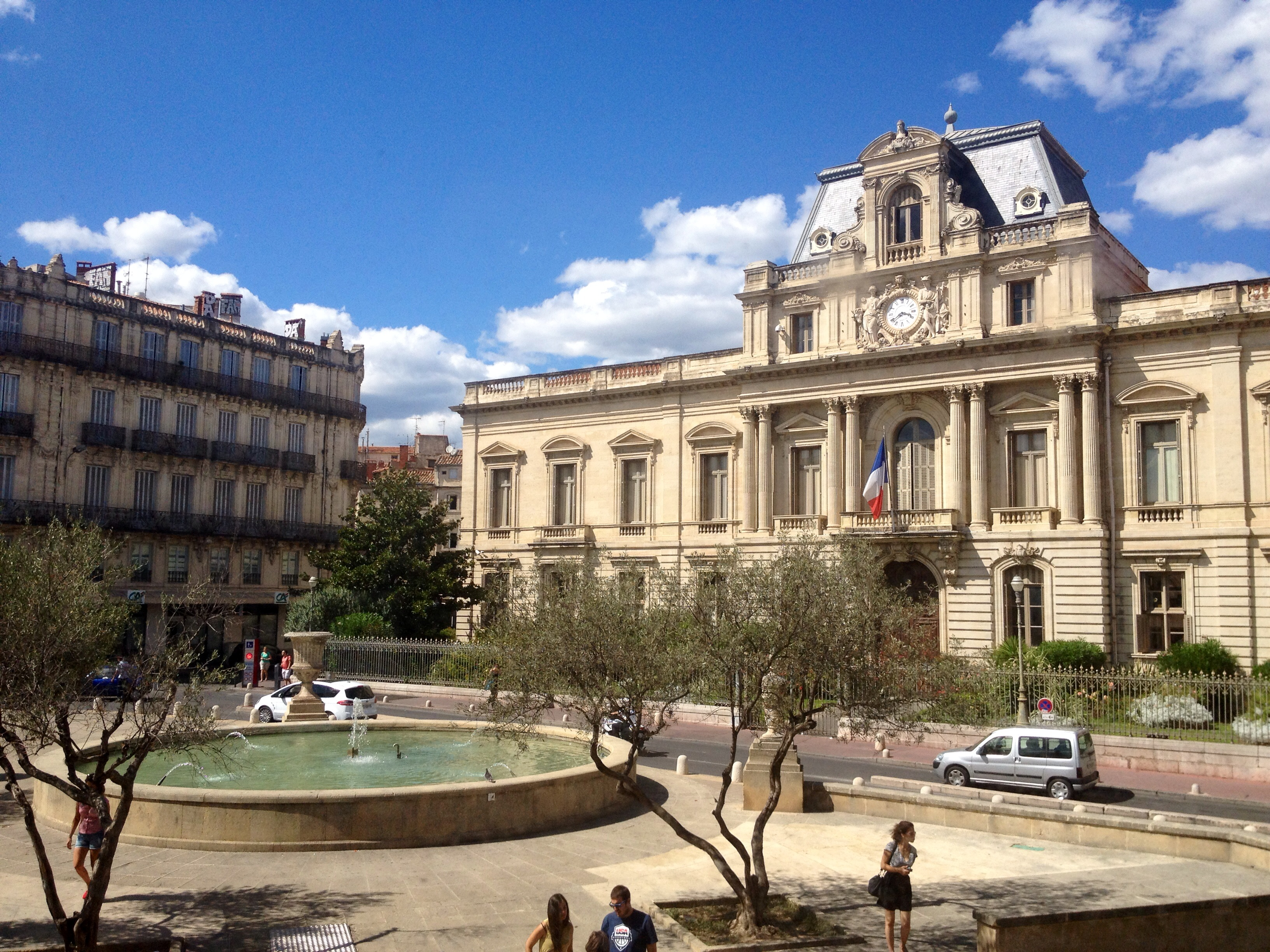
埃罗省省政府

抵抗烈士广场（Place des Martyrs-de-la-Résistance）是法国奥克西塔尼大区埃罗省蒙彼利埃的一个广场，位于該市的历史老城。
埃罗省省政府位于抵抗烈士广场。

## 历史

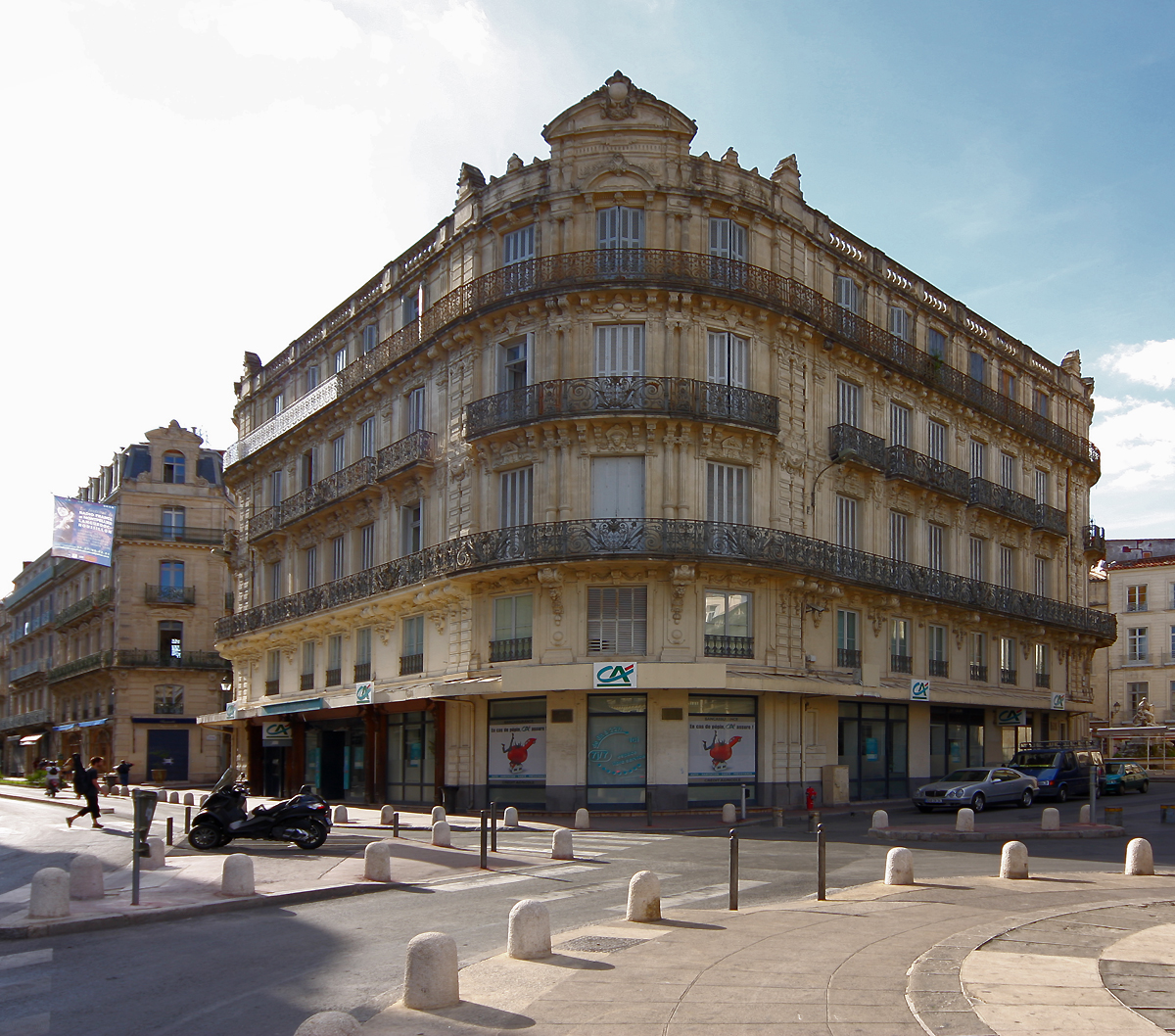
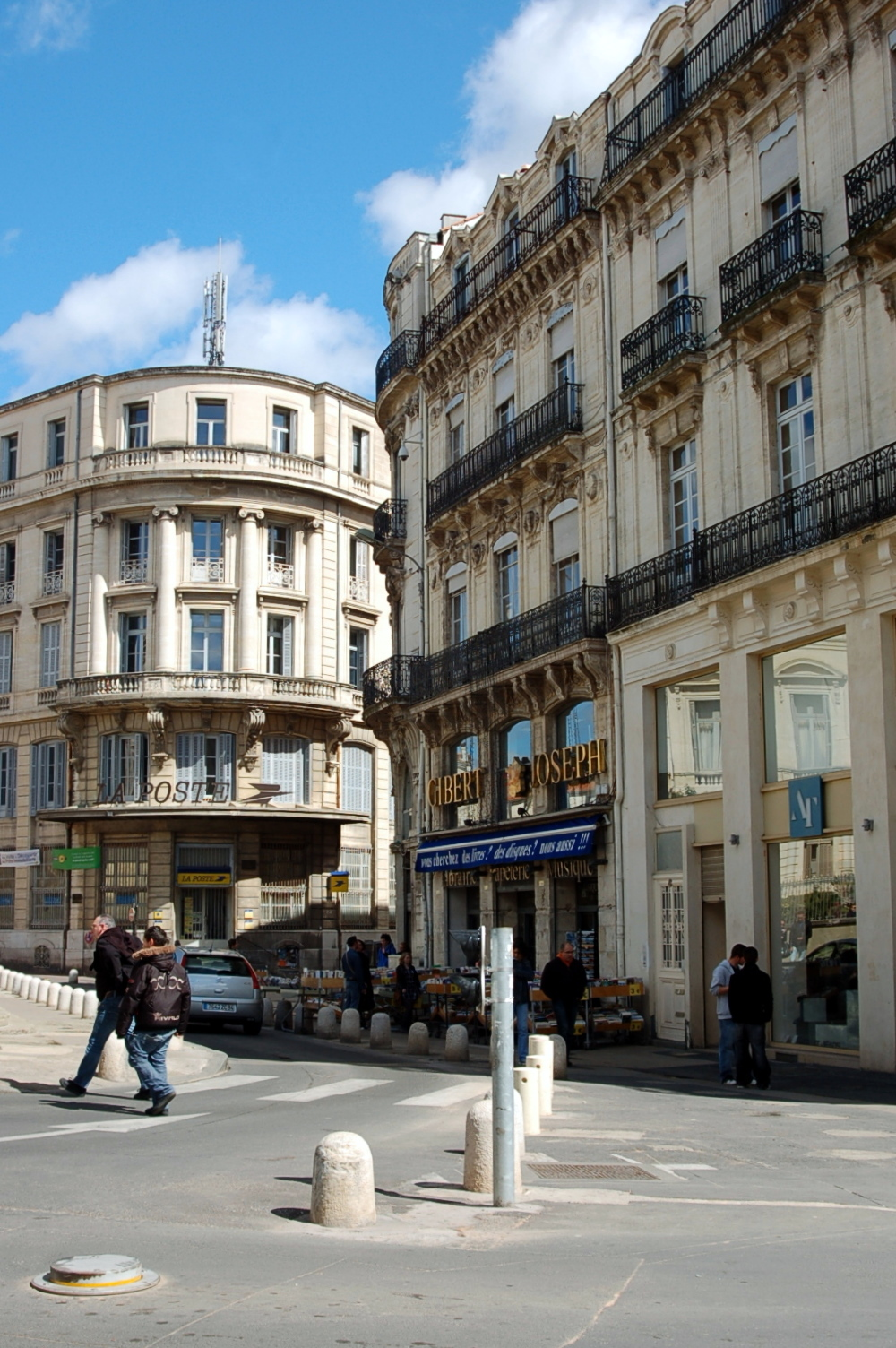
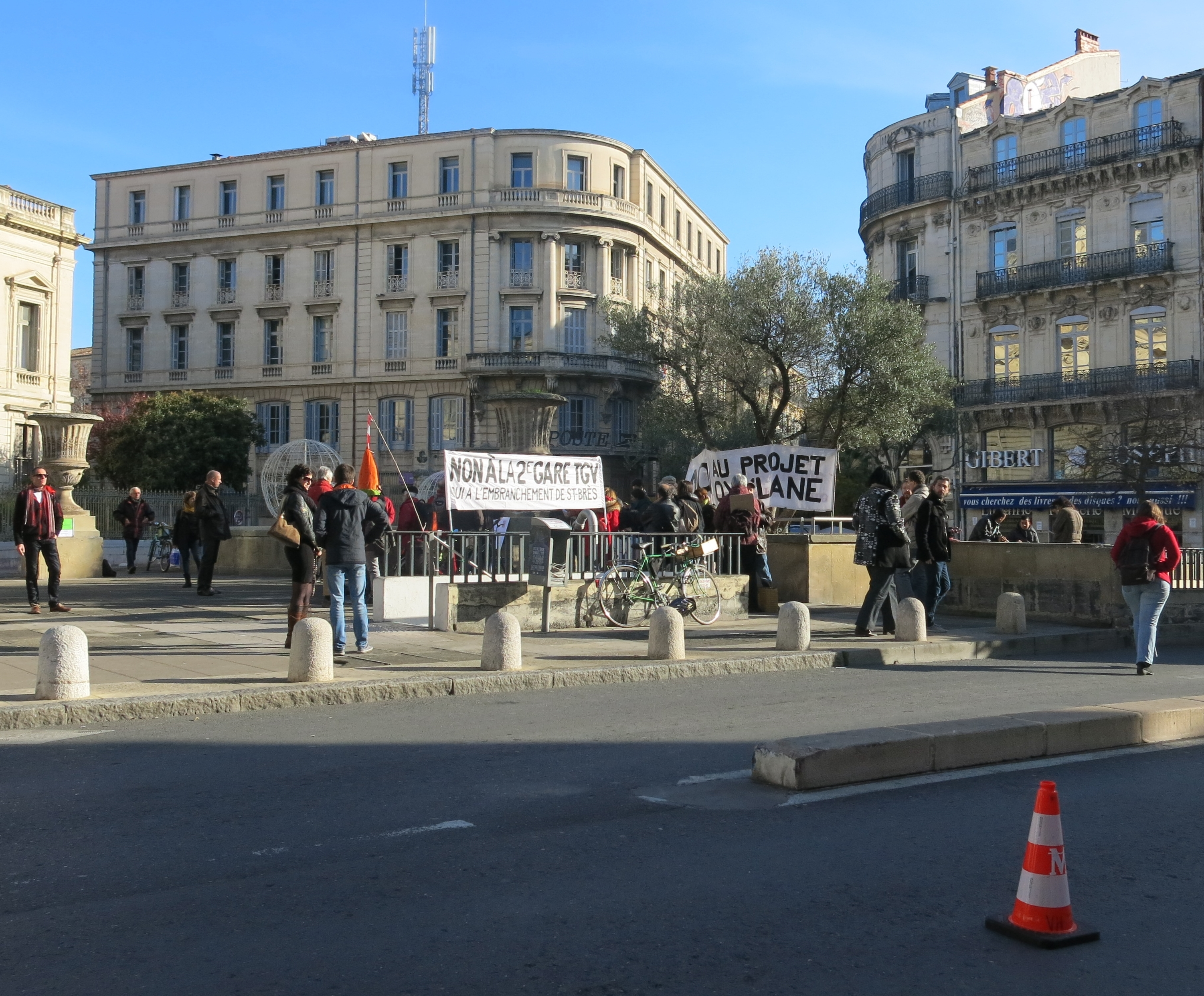